# Ammobium alatum
Ammobium alatum is een overblijvende plant uit de composietenfamilie. In Nederland en België is de soort bekend onder de naam zandbloem of papierknopje. In Nederland komt de soort in het wild op enkele plaatsen voor als adventief. De soort is afkomstig uit New South Wales waar ze van november tot april bloeit. Ze worden gekweekt voor droogbloemen. Er zijn verschillende cultivars van ontwikkeld: Ammobium alatum 'Chelsea Physic', Ammobium alatum 'Grandiflorum' en Ammobium alatum 'Bikini' zijn de bekendste.
In de tuin kunnen ze als eenjarige in de tweede helft van april onder glas gezaaid worden met een onderlinge afstand van 30 tot 35 cm. De plant wordt 40–90 cm hoog en heeft veel vertakte stengels. In juli bloeien de planten dan. Ze verdragen zowel volle zon als gedeeltelijke schaduw.
De stengel is gevleugeld. De meeste bladeren staan aan de basis van de plant en zijn smal eivormig tot smal driehoekig. De onderste, donzig behaarde bladeren zijn  4–6 cm lang en 1,0–1,5 cm breed. De bladsteel is 7–10 cm lang. Op de stengel komen enkele zittende, 2–6 cm lange, schutbladachtige bladeren voor. De gele bloemhoofdjes met buisbloemen zijn 1–2 cm groot. De bloemhoofdjes zijn omgeven door witte, 5–10 mm lange omwindselbladen, die een gekartelde rand hebben. De donkerbruine, langwerpige, gerimpelde vrucht is een nootje met een tot 1 mm lange naald.

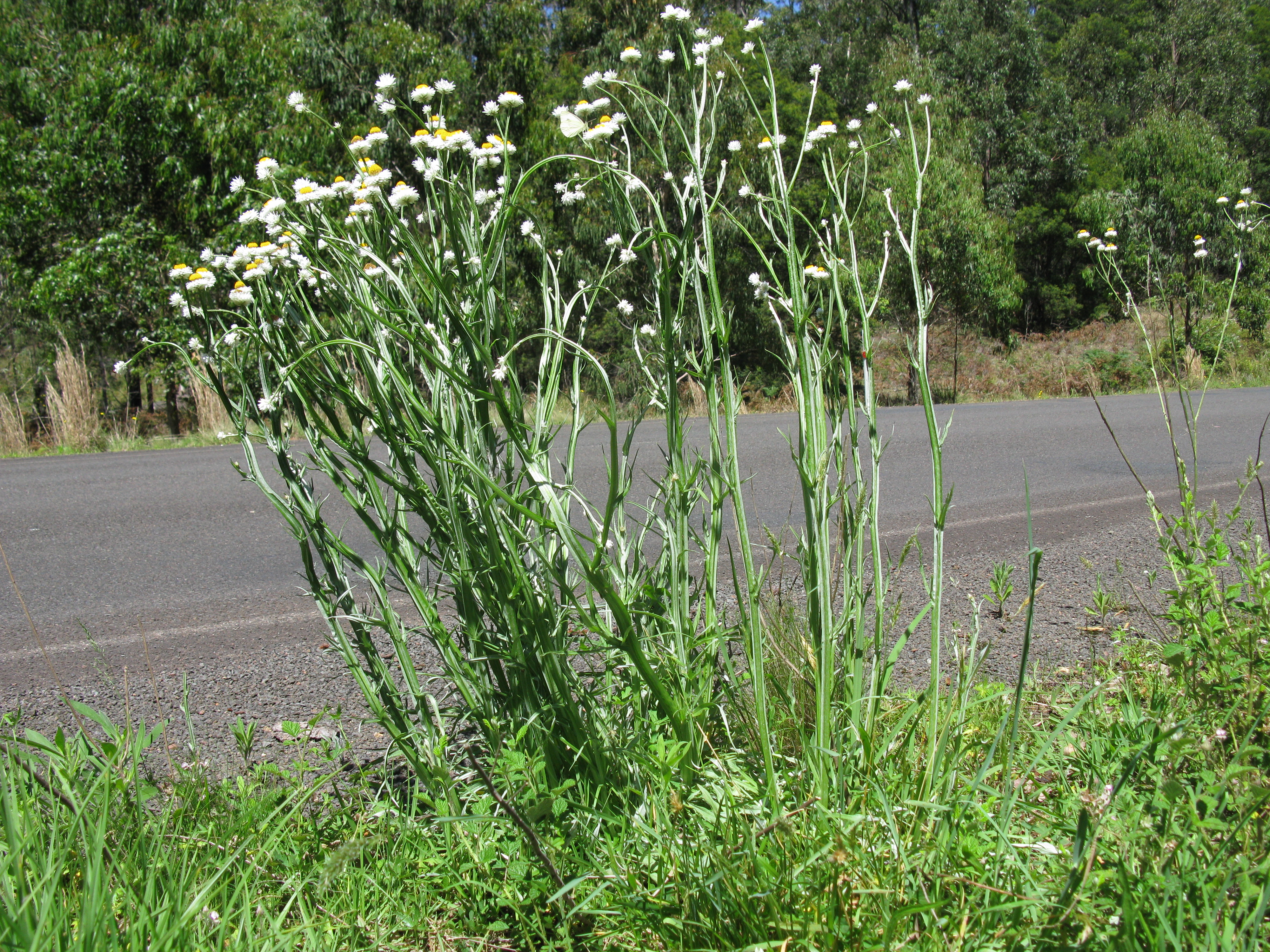
Planten
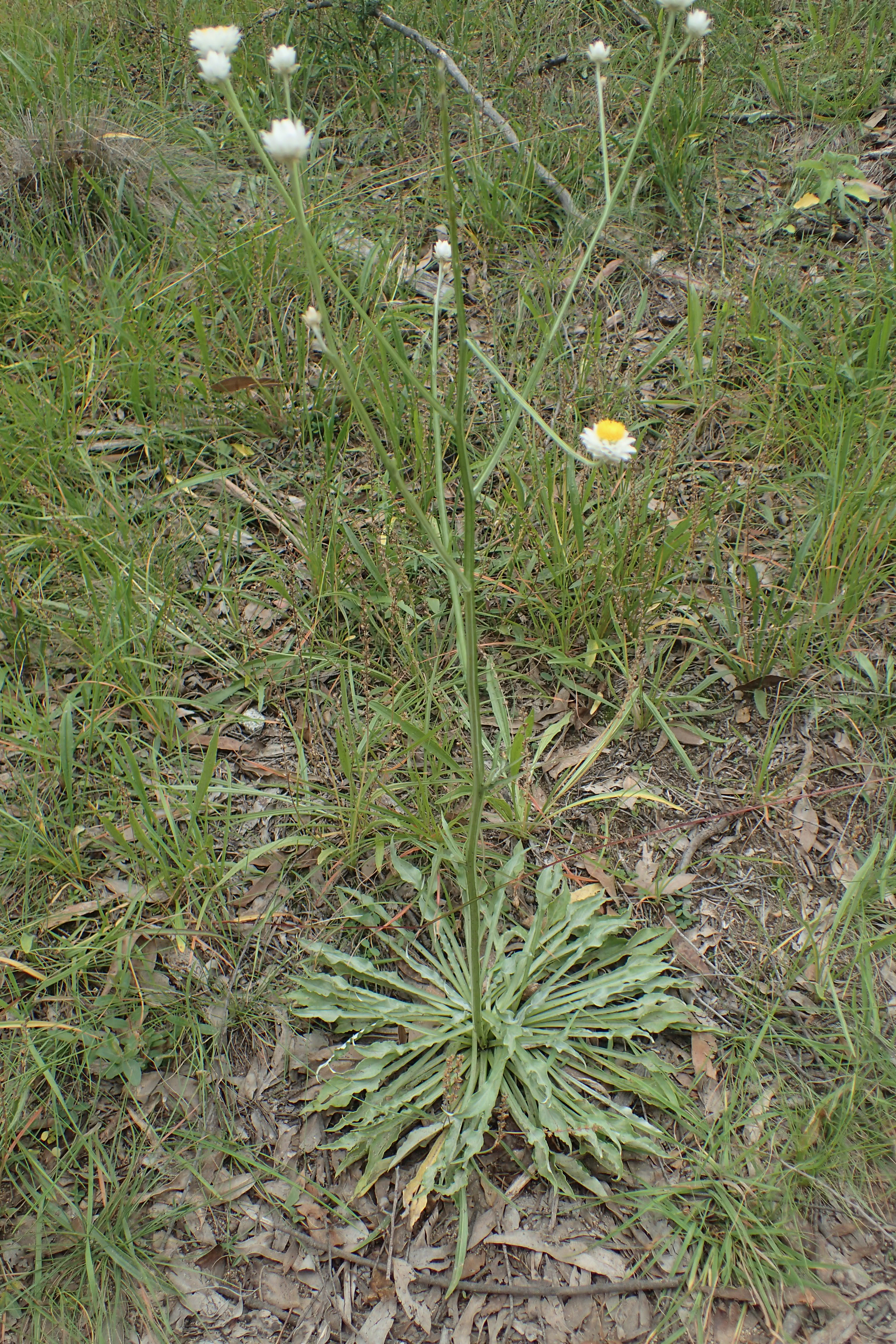
Bladrozet
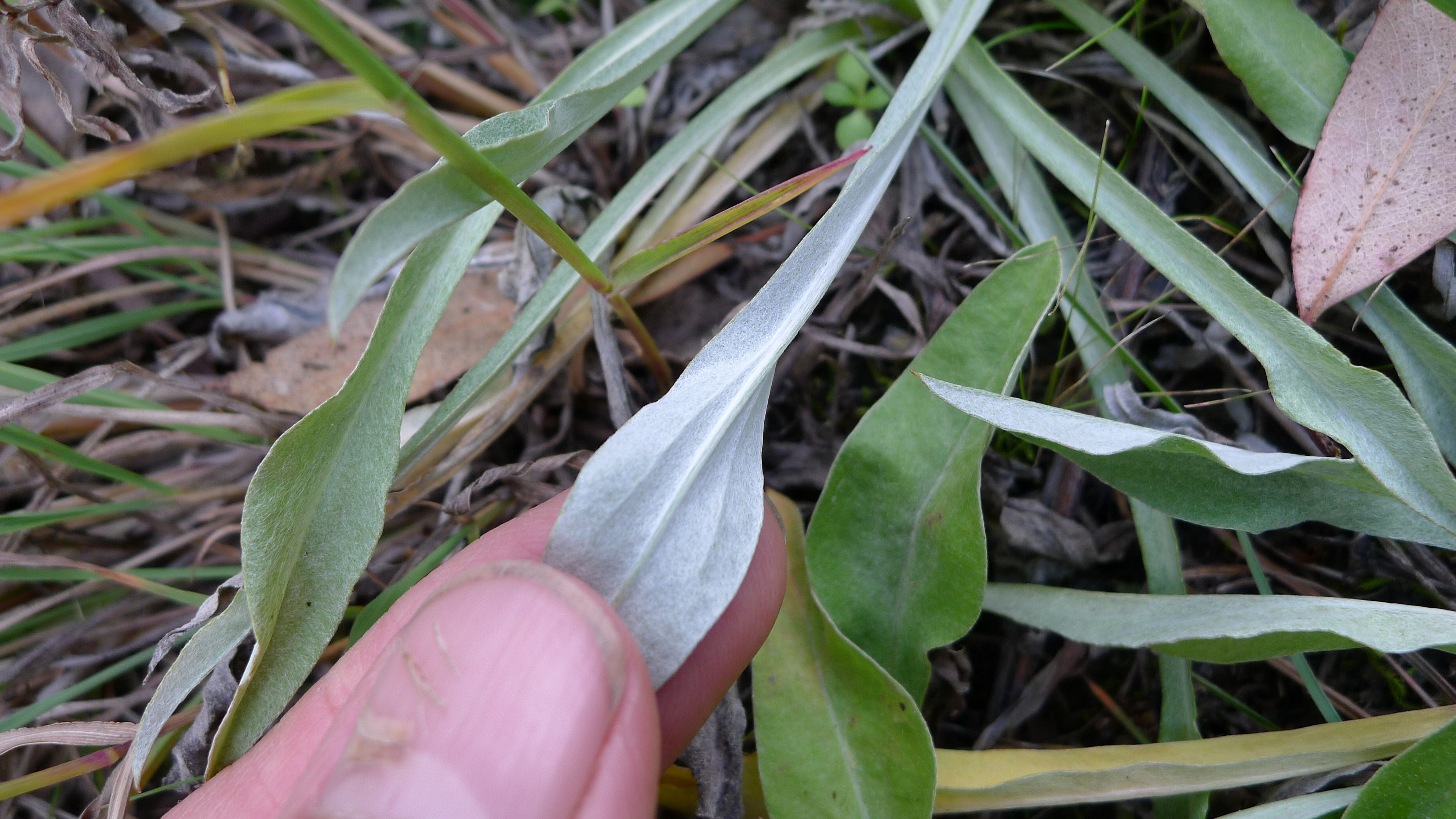
Behaarde rozetbladeren
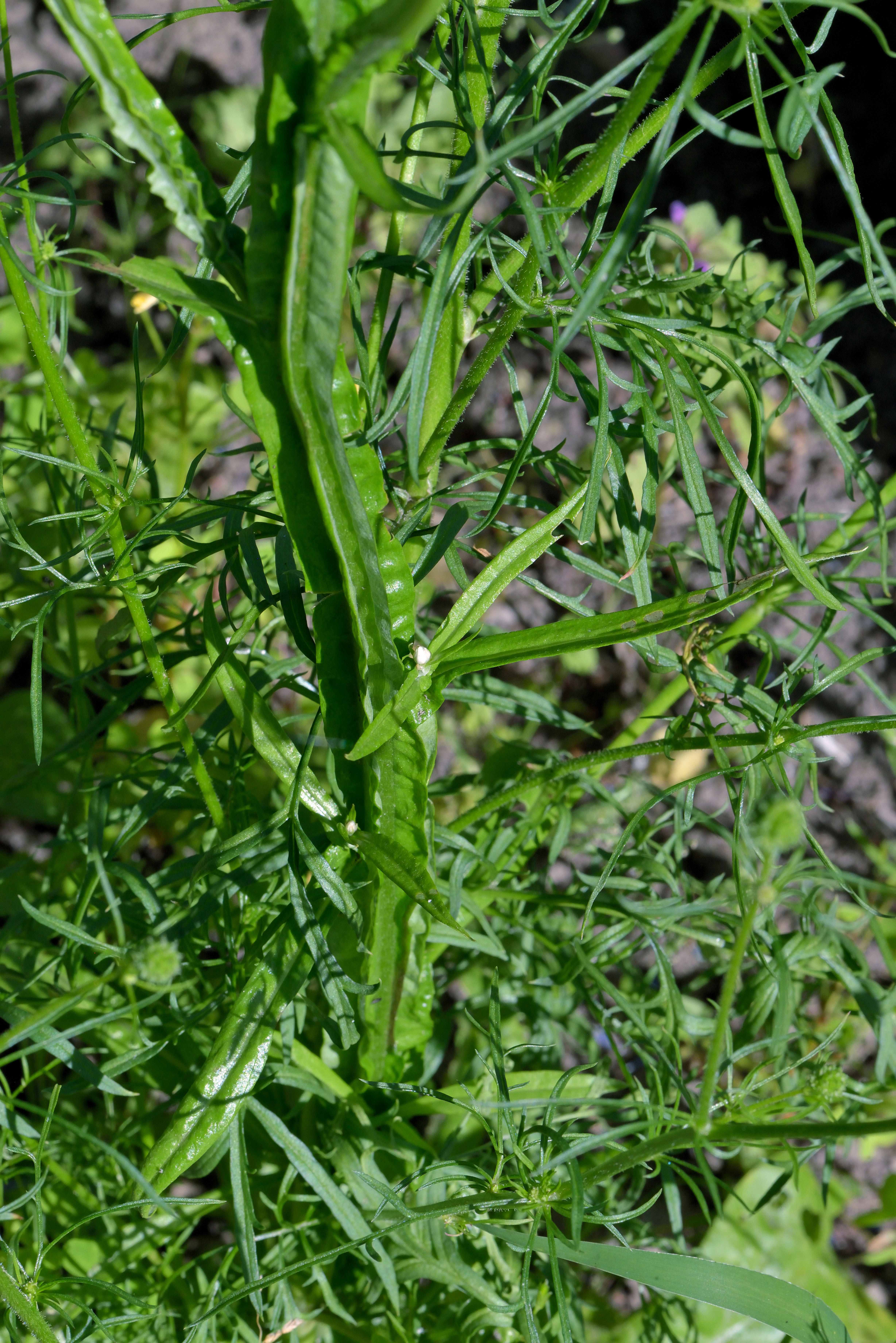
Stengelblad
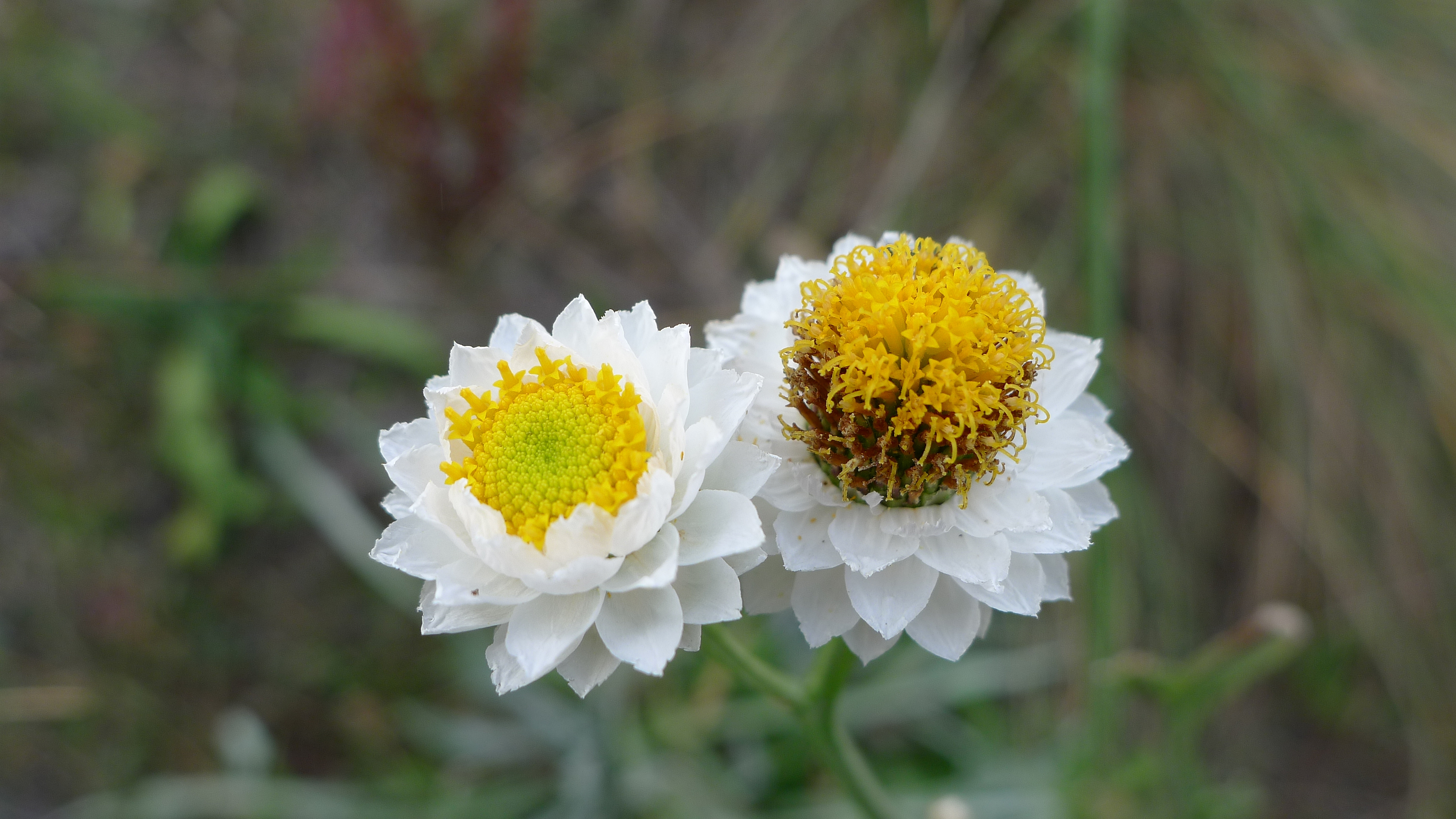
Bloemhoofdjes
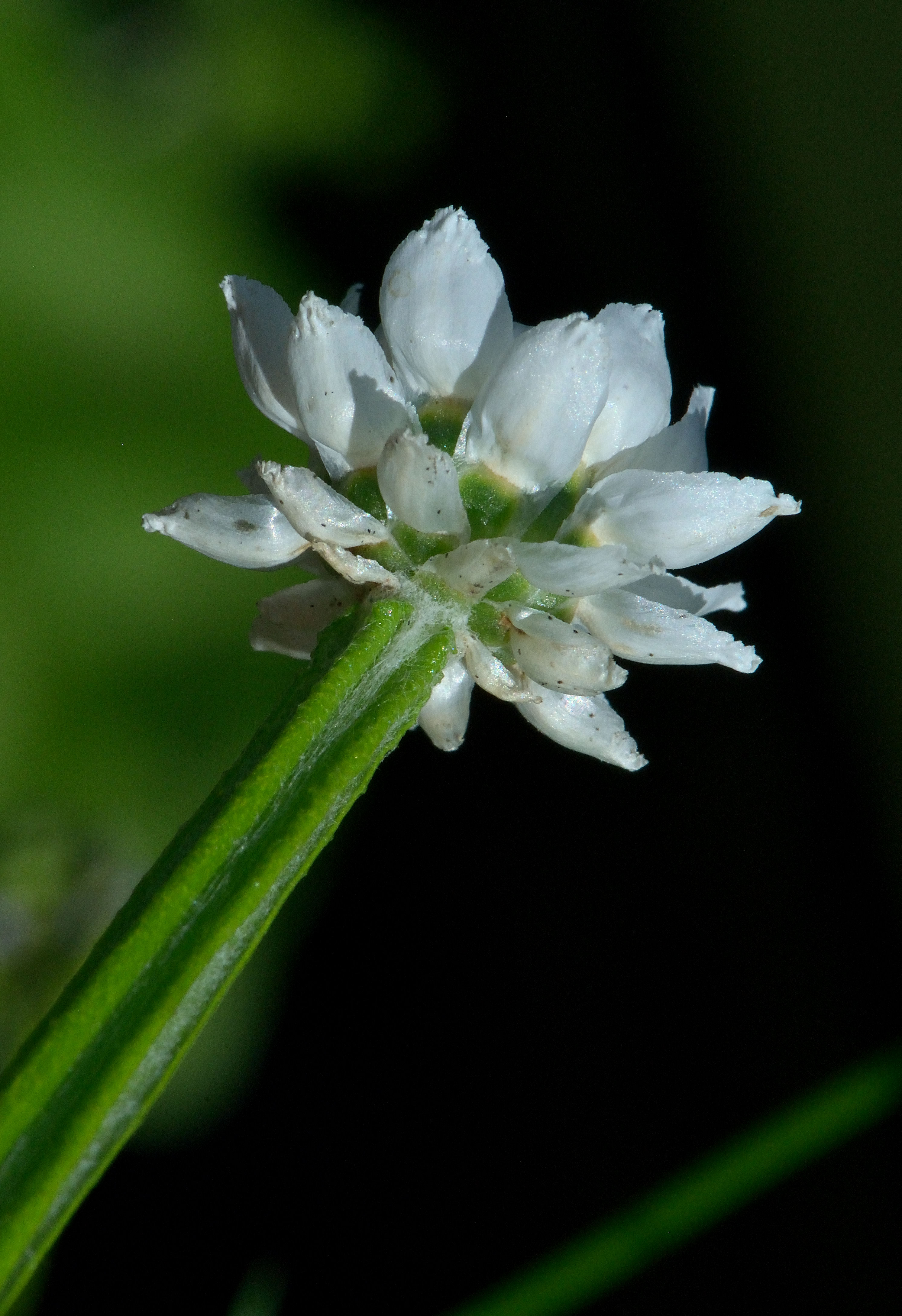
Omwindselblaadjes